# Club Mariscal Sucre de Deportes
El Club Mariscal Sucre de Deportes fou un club de futbol peruà de la ciutat de Lima.
El club va ser fundat el dia 1 de setembre de 1925 amb el nom de Sucre Football Club. Ascendí per primer cop a primera divisió l'any 1933. El 19 de juny de 1951 adoptà el nom Mariscal Sucre de Deportes. Guanyà els campionats nacionals de 1944 i 1953.

## Palmarès
- 2 Lliga peruana de futbol: 1944, 1953

- 3 Segona divisió peruana de futbol: 1959, 1962, 1965